# Carmen, Jesús e Iñaki
Carmen, Jesús e Iñaki fue un grupo de música folk y canción social de La Rioja (España) durante la época de la transición. Son autores de la canción La Rioja existe, auténtico icono del sentimiento  de reivindicación popular de autonomía para La Rioja durante la transición.

## Historia
En 1970 Carmen Medrano y Jesús Vicente Aguirre comenzaron a cantar bajo el nombre de "Carmen y Jesús" y más tarde, en 1971, formaron el grupo Rebaño Feliz. Entre 1974 y 1975 recorrieron Europa dando conciertos entre grupos de emigrantes y exiliados de la dictadura franquista junto con otros cantautores como Amancio Prada, Imanol y Joaquín Sabina. En Núremberg se incorpora al grupo Iñaki Ramos, hijo de emigrantes, para formar el definitivo Carmen, Jesús e Iñaki.
Tras el fin de la dictadura vuelven a España en 1976, multiplicando sus actuaciones por toda La Rioja y España, además de diversas giras por Francia, Alemania, Bélgica e Inglaterra. Graban su primer disco, De lunes a sábado, en 1977 y el año siguiente otro más llamado Iregua. Se convirtieron en la voz del movimiento autonómico riojano, culminado en 1982 con la proclamación del Estatuto de Autonomía.
El 2 de junio de 1979 Carmen muere prematuramente de una enfermedad, acabando de esta triste manera la historia del grupo. Se le rindió un emotivo funeral en la plaza de toros de Logroño, al que acudieron más de diez mil personas; y amigos como Elisa Serna, La Bullonera, Labordeta, Imanol, Joaquín Sabina, Jorge Melgarejo y Chema Purón aportaron su grano de arena musical al homenaje.
En algunos pueblos y ciudades riojanas se la recuerda con una calle a Carmen Medrano: Calahorra, Clavijo, Logroño y Villamediana. Sus canciones pueden encontrarse en Youtube y en diversas plataformas musicales digitales.

## Discografía
- De lunes a sábado, 1977, 2021  (Edición digital).[3] La Rioja existe, La Balada de San Asensio, Mi pueblo dormido, De lunes a sábado...
- Iregua, 1978, 2021 (Edición digital).[4] Ya se van los quintos, Masa, La Rioja empieza a caminar, Iregua...
- Resumen, 1986, 2021 (Edición digital).[5] Resumen de los dos LP anteriores con dos canciones añadidas
- Balance de sumas y saldos, 1996. Recopilatorio en CD.
- La Rioja existe (25 años del Estatuto de La Rioja, editado por el periódico La Rioja, 2007), recopilatorio en CD.
- Balada del jubilado (Edición digital), 2021.[6]
- La Rioja existe (Edición digital), 2021.[7]
- El labriego y el señor (Edición digital), 2021.[8]
- La batalla del verso (Edición digital), 2021.[9]
- En mi pueblo ya no hay banda (Edición digital), 2021.[10]